# Jaguariúna
Jaguariúna este un oraș în São Paulo (SP), Brazilia.
1. ↑   https://cidades.ibge.gov.br/xtras/perfil.php?codmun=3524709, accesat în 12 decembrie 2017 Lipsește sau este vid: |title= (ajutor)